# ポナツェホ・ケディキルウェ
ポナツェホ・ホノリウス・ケファエン・ケディキルウェ（Ponatshego Honorius Kefaeng Kedikilwe、1938年7月7日 - ）は、ボツワナの政治家で、2012年から2014年までボツワナの副大統領を務めた。ボツワナ民主党（BDP）のメンバーで、2007年から鉱物・エネルギー・水資源大臣も務めている。

## 経歴
1963年〜64年にナイロビの東アフリカ大学キクユ社会学部、1963年、1964年にニューヨーク州ロチェスター大学、1964年、1965年にコネチカット大学、1965年〜68年にシラキュース大学マックスウェル行政大学院で教育を受けた後、1984年に国会議員に初当選した。
1984年にムマジナーレ村の国会議員として初当選。1998年から1999年まで財務大臣を務めた。当時大統領であったイアン・カーマはケディキルウェの219票に対して512票を獲得した。
ケディキルウェは2003年までBDPの議長を務めた。カーマは、ケディキルウェの219票に対し前大統領であったフェスタス・モハエに支持されていた。カーマは512票を獲得、2003年7月22日の党大会でケディキルウェを破り、ボツワナ民主党の議長に選出された。この結果が重要視され、最終的にはカーマがモハエの後を継いで大統領に就任する道が開かれた。
ケディキルウェは2007年1月に鉱物・エネルギー・水資源大臣に任命された。
モンパティ・メラフェ副大統領が2012年7月31日に退任すると、イアン・カーマ大統領は2012年8月1日にケディキルウェを副大統領に指名し、国会は速やかにその指名を承認し、国会議員38人が賛成票を投じ、12人が棄権した。ケディキルウェは同日中に宣誓された。政府は、ケディキルウェが鉱物・エネルギー・水資源大臣としてのポートフォリオを維持すると発表した。
2014年の総選挙後、カーマは代わりに2014年11月12日にモクウィツィ・マシシを副大統領に指名した。

## 写真

ボツワナ元副大統領の写真
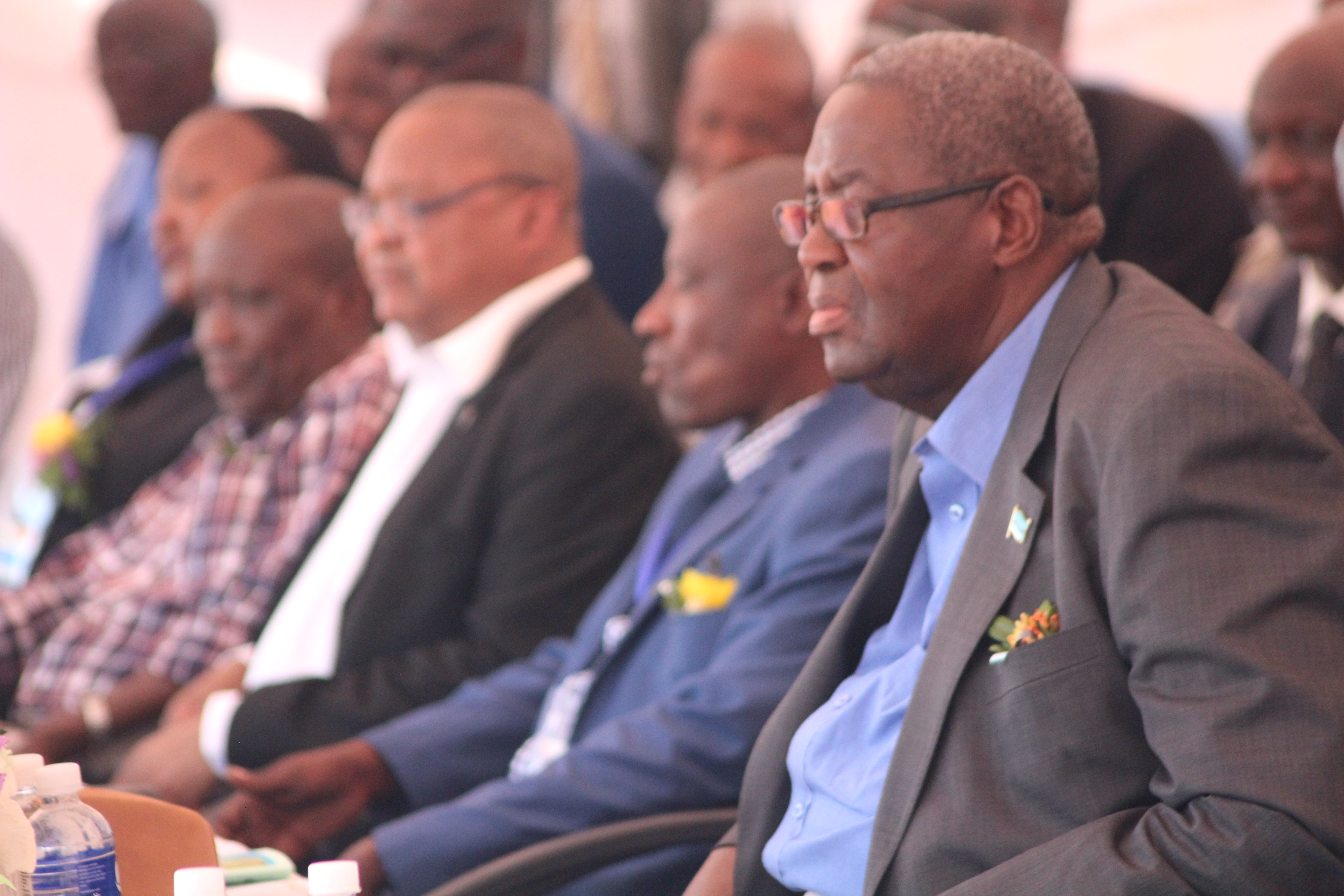
「世界食料デー2017」に参加するケディキルウェ
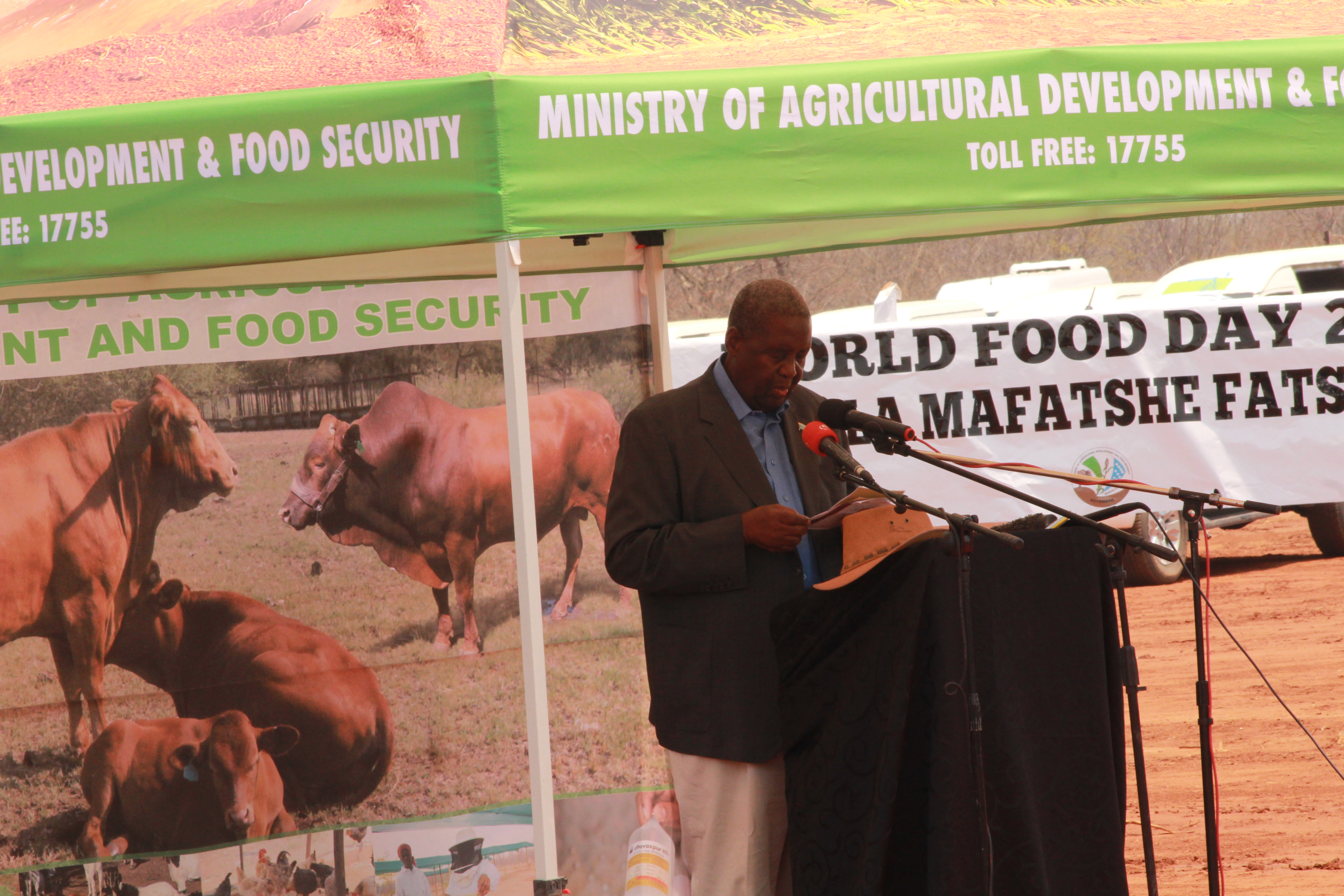
「世界食料デー2017」で講演を行うケディキルウェ